# 扎马尼亚
扎马尼亚（Zamania），是印度北方邦Ghazipur县的一个城镇。总人口28885（2001年）。

## 人口
该地2001年总人口28885人，其中男性14894人，女性13991人；0—6岁人口5279人，其中男2709人，女2570人；识字率58.71%，其中男性为68.69%，女性为48.09%。